# Andrea Demetriades
Andrea Demetriades (Perth; 1987) es una actriz australiana, conocida por haber interpretado a Lina Badir en Crownies y  por dar vida nuevamente a Lina en Janet King.

## Biografía
Asistió a la prestigiosa escuela australiana National Institute of Dramatic Art (NIDA) de donde se graduó en 2006.

## Carrera
En 2009 apareció como invitada en la serie médica All Saints donde dio vida a Felicity Summers.
En 2011 se unió al elenco de la serie Crownies donde interpretó a la abogada Lina Badir, hasta el final de la serie ese mismo año.
En 2013 apareció como invitado en el décima episodio de la primera temporada de la serie Mr & Mrs Murder, donde dio vida a Lola, y aparecerá en la película Nerve donde interpretará a Helen White junto a los actores Christian Clark y Gary Sweet
Ese mismo año se unió al elenco recurrente de la serie Janet King, un spin-off de Crownies donde interpretó nuevamente a la abogada Lina Badir.

## Filmografía

### Series de televisión
| Año             | Serie                          | Personaje        | Notas                                 |
| --------------- | ------------------------------ | ---------------- | ------------------------------------- |
| 2017 - presente | Pulse                          | -                | -                                     |
| 2017            | Seven Types Of Ambiguity       | Angela           | 6 episodios - miniserie               |
| 2014 - presente | Janet King                     | Lina Badir       | 24 episodios                          |
| 2015            | The Principal                  | Hafa Habeb       | 4 episodios                           |
| 2013            | Miss Fisher's Murder Mysteries | Beatrice Mason   | episodio "The Blood Of Juana The Mad" |
| 2013            | Mr & Mrs Murder                | Lola             | episodio "Little Boxes"               |
| 2011            | Crownies                       | Lina Badir       | 22 episodios                          |
| 2009            | All Saints                     | Felicity Summers | episodio "We All Fall Down"           |

### Películas
| Año  | Título               | Personaje   | Notas                                                                                             |
| ---- | -------------------- | ----------- | ------------------------------------------------------------------------------------------------- |
| 2015 | Alex & Eve           | Eve         | junto a Richard Brancatisano, Ryan O'Kane, Zoe Carides, Tony Nikolakopoulos & Andy Trieu          |
| 2014 | Milk & Honey         | Liliana     | corto - junto a Matthew Backer, John Bluthal, Sienna Boursianis, Briallen Clarke & Louisa Mignone |
| 2014 | The Little House     | Abuela      | corto - junto a Graham Hyland, Matisse Ruby & Benedict Samuel                                     |
| 2013 | Invisible            | -           | corto - junto a Tom O'Sullivan & Richard Green                                                    |
| 2013 | Heidi Fires Everyone | Traci       | corto - junto a Nikos Andronicos, Nikki Britton, Sam Campbell & Mitch Christen                    |
| 2013 | Around the Block     | Kate        | junto a Christina Ricci, Matthew Nable, Daniel Henshall & Josh Quong Tart                         |
| 2013 | Nerve                | Helen White | junto a Christian Clark, Craig Hall, Gary Sweet, Silvia Colloca & Georgina Haig                   |
| 2010 | Little Leopold       | Carla       | corto - junto a Ben Adam, Lara Cox, Alan Flower & Jack Versace                                    |
| 2009 | Blind Date           | Alexandra   | corto - junto a Don Christopher, Eve Morey & Maurizio Degliesposti                                |

### Teatro
| Año  | Obra                      | Personaje       | Director         | Teatro            | Notas                                                                    |
| ---- | ------------------------- | --------------- | ---------------- | ----------------- | ------------------------------------------------------------------------ |
| 2016 | Arcadia                   | -               | Richard Cottrell | Drama Theatre     | junto a Josh McConville, Ryan Corr y Georgia Flood                       |
| 2012 | Pygmalion                 | Eliza Doolittle | Peter Evans      | Sydney Theatre    | junto a Marco Chiappi, Kim Gyngell, Vanessa Downing & Deborah Kennedy    |
| 2011 | Romeo and Juliet          | Juliet          | -                | -                 | junto a Michael Sheasby                                                  |
| 2010 | Orestes 2.0               | -               | Kate Revz        | Griffin Theatre   | junto a Simon Corfield, Annie Maynard, Guy Edmonds y Gemma Pranita       |
| 2010 | Twelfth Night             | Viola           | -                | Lee Lewis         | junto a Elan Zavelsky, Kit Brookman y Max Cullen                         |
| 2009 | Pericles                  | Marina          | John Bell        | Drama Theatre     | junto a Marcus Graham, Philip Dodd y Julian Garner                       |
| 2008 | Helly's Magic Cup         | Helly D'Oro     | David Mealor     | State Theatre     | junto a Joseph Del Re, Elena Carapetis, Carmel Johnson y Renato Musolino |
| 2007 | Sold                      | -               | John Sheedy      | Old Fitz. Theatre | junto a Adam Booth, Ryan Gibson, Alan Flower & Catherine Moore           |
| 1997 | Help!                     | -               | -                | Nexus Theatre     | junto a Sheree Bell, Richard Bethell y Breanne Cook                      |
| -    | Winter                    | Anna            | Nick Marchand    | Griffin Theatre   | -                                                                        |
| -    | Conference                | -               | Chris Meade      | -                 | -                                                                        |
| -    | Actors At Work            | -               | John Sheedy      | -                 | -                                                                        |
| -    | Don's Party               | Kerry           | -                | NIDA              | -                                                                        |
| -    | Three Sisters             | Olga            | -                | NIDA              | -                                                                        |
| -    | Closer                    | Alice           | -                | NIDA              | -                                                                        |
| -    | Just So                   | Cuentista       | -                | -                 | -                                                                        |
| -    | Cenci                     | Beatrice        | -                | -                 | -                                                                        |
| -    | A Midsummer's Night Dream | Hermia          | -                | -                 | -                                                                        |

## Premios y nominaciones
| Año  | Categoría                   | Premio           | Obra          | Resultado |
| ---- | --------------------------- | ---------------- | ------------- | --------- |
| 2010 | Best Actress                | Green Room Award | Twelfth Night | Nominada  |
| 2009 | Female Supporting Performer | Green Room Award | Pericles      | Nominada  |